# Jacek Kaczmar
Jacek Władysław Kaczmar (ur. 30 stycznia 1951 we Wrocławiu) – polski inżynier mechanik, profesor nauk technicznych. Specjalizuje się w kompozytach w budowie maszyn, mechanice i budowie maszyn, ubezpieczeniach technicznych oraz zarządzaniu ryzykami w obiektach technicznych. Profesor nadzwyczajny i kierownik w Laboratorium Tworzyw Sztucznych na Wydziale Mechanicznym Politechniki Wrocławskiej.

## Życiorys
Jest absolwentem wrocławskiego III Liceum Ogólnokształcącego im. Adama Mickiewicza. Studia z mechaniki ukończył na Politechnice Wrocławskiej w 1974. Doktorat z mechaniki obronił na macierzystej uczelni w 1978. W latach 1990–1991 przebywał na stażu naukowym Fundacji Humboldta na Technische Universität Clausthal (Dolna Saksonia, Niemcy). Habilitował się w 1998 na podstawie dorobku naukowego i rozprawy pt. Spiekane materiały kompozytowe uzyskiwane w procesie mechanicznego wytwarzania stopów i wyciskania. Tytuł naukowy profesora nauk technicznych został mu nadany w 2015.
Jest członkiem szeregu polskich i zagranicznych towarzystw naukowych, m.in.Society of Plastics Engineers w Brukseli. Wypromował 5 doktorów i był kierownikiem ponad 20 prac badawczych.
W jego dorobku naukowym znajduje się w sumie ponad 100 artykułów naukowych, 42 referaty, dwie książki oraz dwa patenty: Zastosowanie powłoki absorbującej energię fal elektromagnetycznych (Int. Cl. F41H 3/02, G12B 17/02, H01F 1/42, H01Q 17/00, H05K 9/00. Zgłosz. nr 405813 z 28.10.2013. Opubl. 31.08.2017. 10 s. oraz materiał kompozytowy na osnowie miedzi umocniony związkiem międzymetalicznym i sposób jego wytwarzania.